# Joseph Misson
Joseph Misson (* 14. März 1803 in Mühlbach am Manhartsberg, Niederösterreich; † 28. Juni 1875 in Wien) war ein katholischer Geistlicher und österreichischer Mundartdichter.

## Leben
Misson war das achte Kind des aus Udine in Oberitalien eingewanderten Kaufmanns Giovanni Battista Misson. Die Mutter stammte aus Zemling. Joseph besuchte das Gymnasium in Krems an der Donau und trat danach 1823 als Novize in den Piaristenorden ein. 1826 wirkte er zum ersten Mal als Lehrer in Horn, 1827 in Krems, 1828 wieder in Horn, 1832 bis 1836 erneut in Krems, wo er 1834 zum Priester geweiht wurde. 1837 lehrte er als Grammatikalprofessor in Horn, 1838 das erste Mal in Wien im Josefstädter Collegium, 1839 am Gymnasium in Freistadt in Oberösterreich, 1840 bis 1843 wieder in Horn, danach bis 1846 im Collegium St. Thekla auf der Wieden in Wien. Von 1846 bis 1853 lebte Misson in Krems an der Donau, wo er während der Revolution von 1848/49 in der Schwesterstadt Stein zum Kaplan der Nationalgarde gewählt wurde. Ab 1854 bis zu seinem Tode lebte Misson schließlich im Kollegium St. Thekla in Wien als Bibliothekar. Schon früh zeigte sich eine zunehmende Schwerhörigkeit, die ihn in seinem Lehrberuf sehr behinderte und die schließlich zur völligen Taubheit führte.
Joseph Misson starb im Alter von 72 Jahren in Wien und erhielt 1900 ein Ehrengrab auf dem Zentralfriedhof.

## Auszeichnungen
Am 16. Mai 1936 wurde in der Stadt Horn ein künstlerisch bedeutendes Misson-Denkmal enthüllt. In seinem Heimatort Mühlbach befindet sich heute im Geburtshaus ein Misson-Museum, dessen Schöpfer der Mundartforscher Prof. Walther Sohm ist, und der niederösterreichische Joseph-Misson-Bund widmet sich dem Andenken des Dichters.
Im Jahr 1956 wurde in Wien-Penzing (14. Bezirk) die Missongasse nach ihm benannt. 1975 brachte die Österreichische Post eine Sonderbriefmarke zum 100. Todestag von Joseph Misson heraus. In Krems an der Donau wurde wie in vielen Städten des Waldviertels eine Straße nach ihm benannt.

## Künstlerisches Schaffen
1850 erschienen die ersten acht Gesänge seines Hauptwerkes Da Naz, a niederösterreichischer Bauernbui geht in d’ Fremd. Es handelt sich um ein Versepos in Hexametern, das in der heimatlichen Mundart des Dichters verfasst wurde. In sprachlicher Hinsicht stellt der Naz ein authentisches Sprachdenkmal des niederösterreichischen Dialekts dar. In dichterischer Hinsicht zeichnet sich das Werk durch Herzenswärme, volkstümliche Frömmigkeit, schöne Naturschilderungen, Darstellung des bäuerlichen Alltags, aber auch durch Humor aus. Da Naz stellt einen Höhepunkt österreichischer Mundartdichtung dar. Obwohl Kenner die Bedeutung des Werkes bald erkannten, erfuhr der Dichter aber nicht die Anerkennung, die er sich erhofft hatte, und das Epos wurde – möglicherweise auch aus gesundheitlichen Gründen – nicht weitergeführt.